# Joseph François Parrocel
Joseph François oder Joseph Ignace François Parrocel (* 3. Dezember 1704 in Avignon; † 14. Dezember 1781 in Paris) war ein französischer Maler und Kupferstecher, Mitglied der Académie royale de peinture et de sculpture und Maler am Hof des Königs von Frankreich.

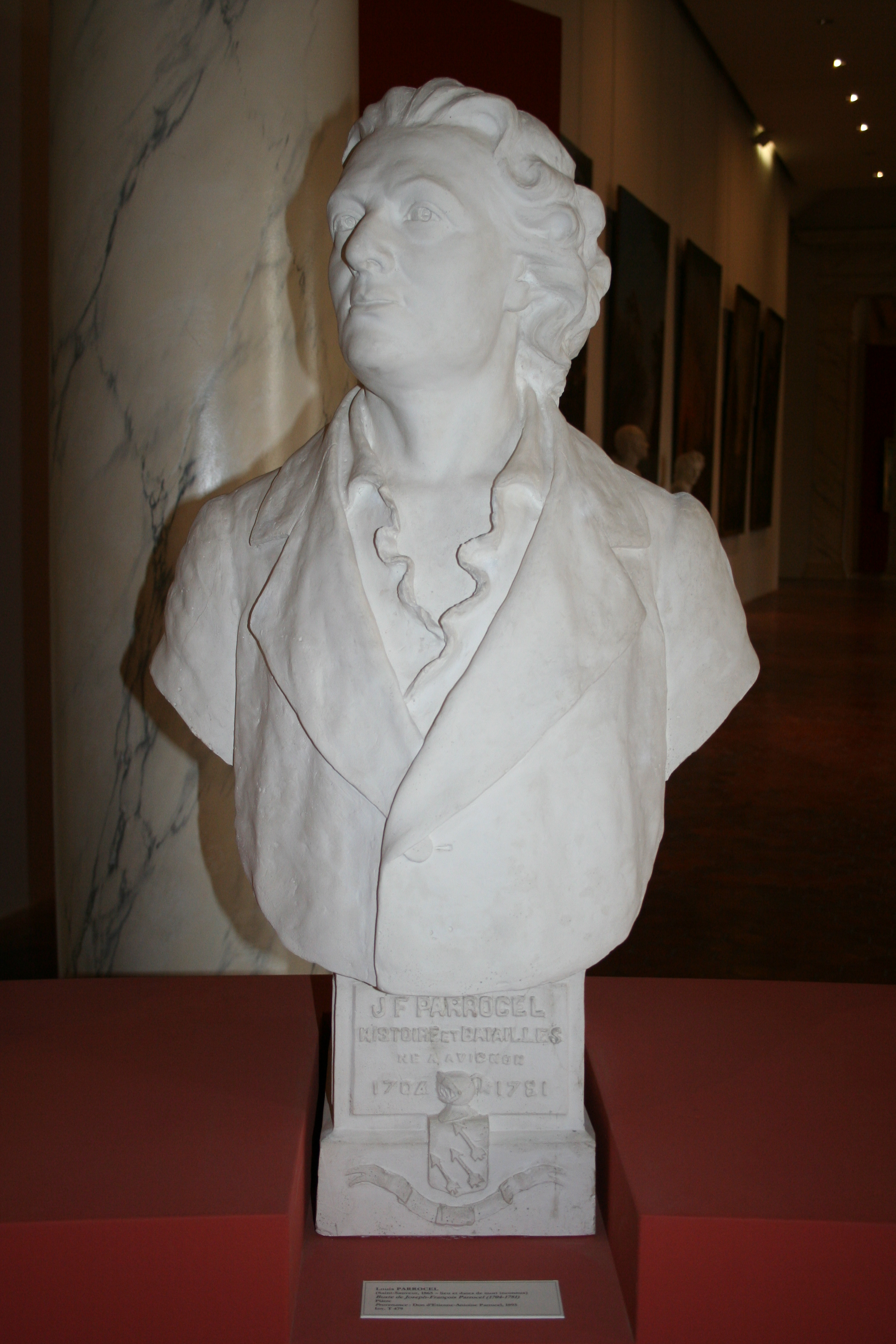
Büste von Joseph François Parrocel

## Leben

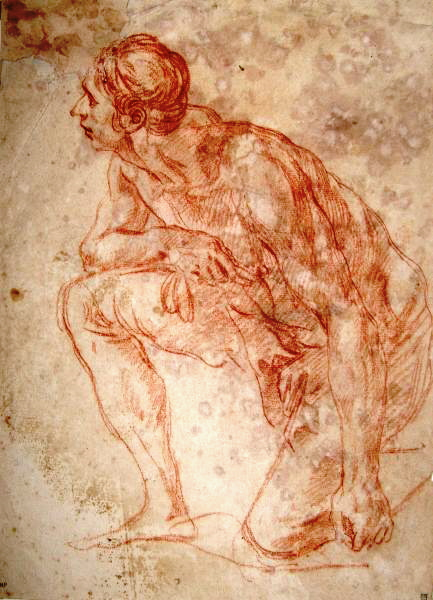
Kniender Mann, Rötelzeichnung (1730)

Als zweiter Sohn von Pierre und Marie Magdeleine de Palasse gehörte er der Künstlerdynastie Parrocel an, die im 17. und 18. Jahrhundert bedeutende Maler hervorbrachte. Er war das letzte Mitglied der Familie, der es als Maler zu Ruhm und Ansehen brachte.
Sein Vater nahm ihn schon in jungen Jahren mit nach Rom, wo er ihn in der Kunst der Malerei unterrichtete. Später zog er nach Paris, wo er 1753 als Maler historischer Themen in die Académie royale de peinture et de sculpture aufgenommen wurde.
Er war zweimal verheiratet. Seine erste Frau, Marguerite Françoise Lemarchand, schenkte ihm eine Tochter, Jeanne Françoise Pallas (1734–1829), die Frau von Jean Baptiste Lefebvre de Valrenseaux, einem Blumen- und Tiermaler. Seine zweite Frau, die Engländerin Christine Edwige Ally, schenkte ihm drei Töchter: Marie (Marion) (1744–1824), eine Historienmalerin, Thérèse (1745–1835), eine Miniaturmalerin, und Jeannette (1747–1832), die sich nicht der Malerei widmete.
Zu seinen Freunden gehörten Denis Diderot, Claude Joseph Vernet, Jean-Baptiste Greuze und Jacques François Desmaisons, der Architekt des Königs.
Mit großem Talent und großer Erfahrung, insbesondere in der Freskomalerei, zeichnete sich Joseph François vor allem bei der Dekoration und dem Entwurf von großen Anlagen aus.
Er freskierte die große Kuppel der Kirche der Benediktinerabtei Mont-Saint-Quentin in der Picardie.
Joseph François beteiligte sich an den Ausstellungen von 1755 (Der Triumph Jesu Christi), 1757 (Die Himmelfahrt der Jungfrau Maria, Die vier Jahreszeiten, Die vier Elemente, Minerva entsteigt dem Kopf des Jupiter, Apollo auf dem Parnass verteilt Kronen an die Musen), 1759 (Hagar wird von Abraham verbannt, Himmelfahrt der Jungfrau Maria), 1761 (Anbetung der Könige), 1763 (Die Heilige Dreifaltigkeit), 1765 (Cephale, Procris, Jesus Christus am Ölberg), 1771 (Himmelfahrt der Jungfrau Maria), 1779 (Brotvermehrung), 1781 (Der wundersame Pfirsich).
Joseph François schuf nicht nur Gemälde mit historischen Themen, sondern auch Genrebilder und vor allem Schlachten. Im Museum von Versailles befinden sich acht große Schlachtengemälde (Die Belagerung von Tournay, Die Belagerung von Oudenarde, Die Belagerung von Charleroi, Die Belagerung der Stadt Namur).
Er arbeitete auch in Avignon, wo er 1760 einen Salon in der Residenz des Marquis de Javon Baronceli ausschmückte (Das Lager, Die Vorbereitung des Angriffs, Der Kampf, Nach der Schlacht, Kavalleriegefecht, Konvoi von Gefangenen, Lager, Blick auf die Stadt). Auf diesem letzten Bild zeigt sich der Autor selbst in der Absicht zu malen.
Parrocel schuf auch Stiche mit reizvollen Genremotiven sowie Feder- und Rötelzeichnungen.
Seine zahlreichen Werke sind ganz Frankreich und Europa zu finden. Parrocel veröffentlichte auch einen Katalog in einer kleinen Auflage der daher sehr selten ist.
Joseph François Parrocel starb am 14. Dezember 1781 und wurde in der Kirche Saint-Sulpice in Paris beigesetzt.

## Werke
- Renaud und Armide, Ölskizze
- Amor treibt Psyche in die Arme ihres Geliebten, Tuschzeichnung
- Merkur überreicht Juno das Haupt des Argos, Sepia
- Hl. Petrus, Stift
- Der Triumph von Jesus Christus, 1755
- Die Himmelfahrt der Heiligen Jungfrau, 1757
- Die vier Jahreszeiten, 1757
- Die vier Elemente, 1757
- Minerva entsteigt dem Kopf des Jupiter, 1757
- Apollo auf dem Parnass verteilt Kronen an die Musen, 1757
- Hagar wird von Abraham verbannt, 1759
- Himmelfahrt der Heiligen Jungfrau, 1759
- Das Lager, 1760, Residenz des Marquis de Javon Baronceli, Avignon
- Die Vorbereitung des Angriffs, 1760, Residenz von Marquis de Javon Baronceli, Avignon
- Die Schlacht, 1760, Residenz des Marquis de Javon Baronceli, Avignon
- Nach der Schlacht, 1760, Residenz des Marquis de Javon Baronceli, Avignon
- Kavalleriegefecht, 1760, Residenz des Marquis de Javon Baronceli, Avignon
- Konvoi von Gefangenen, 1760, Residenz des Marquis de Javon Baronceli, Avignon
- Lager, 1760, Residenz des Marquis de Javon Baronceli, Avignon
- Blick auf die Stadt, 1760, Residenz des Marquis de Javon Baronceli, Avignon
- Die Anbetung der Könige, 1761
- Die Heilige Dreifaltigkeit, 1763
- Kephale, 1765
- Procris, 1765
- Jesus Christus am Ölberg, 1765
- Himmelfahrt der Jungfrau Maria, 1771
- Vermehrung der Brote, 1779
- Der wundersame Pfirsich, 1781
- Die Belagerung von Tournay, zwei Gemälde, Musée de Versailles
- Die Belagerung von Oudenarde, Musée de Versailles
- Die Belagerung von Charleroi, Musée de Versailles
- Die Belagerung von Namur, Musée de Versailles
- Venus und Aeneas
- Ein Heiliger rettet einen Jesuiten